# Émile Mathon
Pour les articles homonymes, voir Mathon.
Émile Louis Mathon, né à Paris le 11 juillet 1842 et mort à Nice le 12 mai 1899, est un peintre et graveur français.

## Biographie
Élève de Charles-François Daubigny, maître de l'école de Barbizon, et de Louis Arban,, Émile Mathon expose à Paris au Salon de 1868 à 1887. Il est remarqué au Salon de 1869 grâce à une nature morte. Durant sa carrière, il peint Paris et la Seine, des scènes champêtres et des vues maritimes — scènes de pêche, navires de guerre, vues de port —, la Normandie et les côtes de la Manche. Grand voyageur, notamment en Russie (1879), en Espagne (1882), à Alger avec son ami peintre fresquiste Tony Vergnolet (1842-1900) en 1891, et à Tunis (1891 et 1894), il en rapporte des œuvres très colorées au dessin rigoureux.
Dans ses scènes portuaires, il utilise essentiellement des formats panoramiques. Son œuvre restitue des vues anciennes, aujourd'hui disparues, des villes de Dieppe (quartier du Pollet) ou de Dunkerque. Il avait installé un atelier dans la villa du Plein-Air qu’il possédait à Dieppe.
Après avoir divorcé de sa première épouse, Mathon se remarie à Neuville-lès-Dieppe le 21 décembre 1886 avec Azoïne Célina Bormans.
Il est nommé officier d'Académie le 14 juillet 1892.
En 1894, il part travailler à Nice, pour le compte de M. et Mme Allemand, propriétaires d'une grande villa dont il a conçu la décoration.
C'est dans cette ville qu'il meurt au printemps de 1899, à l'âge de 56 ans.
Ses œuvres sont conservées au musée de Dieppe, au musée d'Art et d'Histoire de Granville, au musée d'Art moderne André-Malraux du Havre et au musée Gallé-Juillet de Creil.

## Œuvres dans les collections publiques
- Creil, musée Gallé-Juillet :
  - Île de Creil, 1876 ;
  - Marée basse à Dieppe, 1875 ;
  - L’Avant-port de Dunkerque, 1876.
- Dieppe, château de Dieppe :
  - La Rue Bourdin au Pollet à Dieppe, avant 1885 ;
  - La Rue des Trois Marmots au Pollet à Dieppe, avant 1885.
- Granville, musée d'Art et d'Histoire : Pêcheuse, 1883.
- Paris :
  - musée Carnavalet : La Place Pigalle sous la neige, vers 1870.
  - musée national de la Marine : Retour des cendres de l'amiral Courbet aux Salins d'Hyères en 1885 sur le Bayard, 1885.

Œuvres d'Émile Mathon
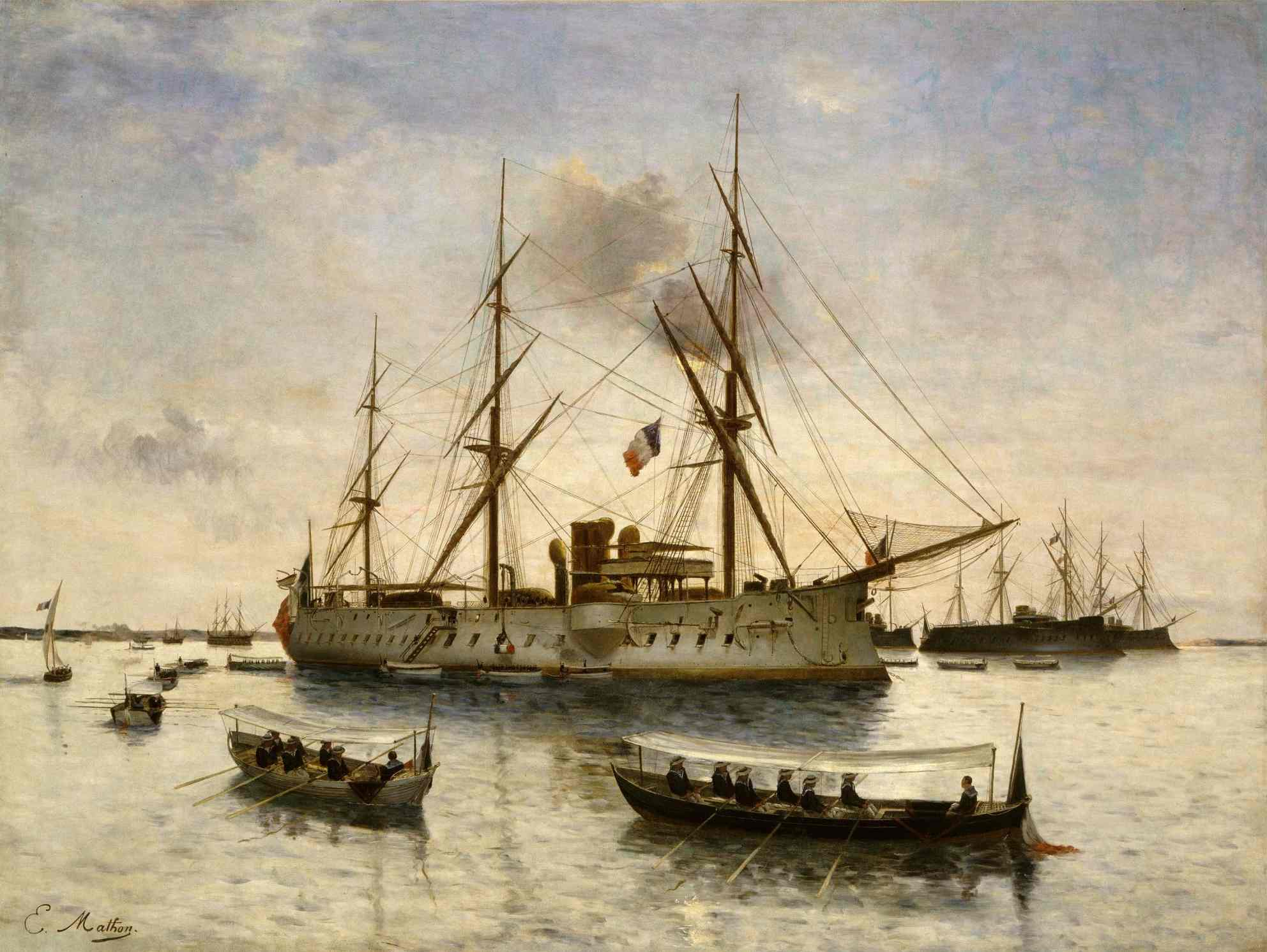
Retour des cendres de l'amiral Courbet aux Salins d'Hyères en 1885 sur le Bayard (1885), Paris, musée national de la Marine.
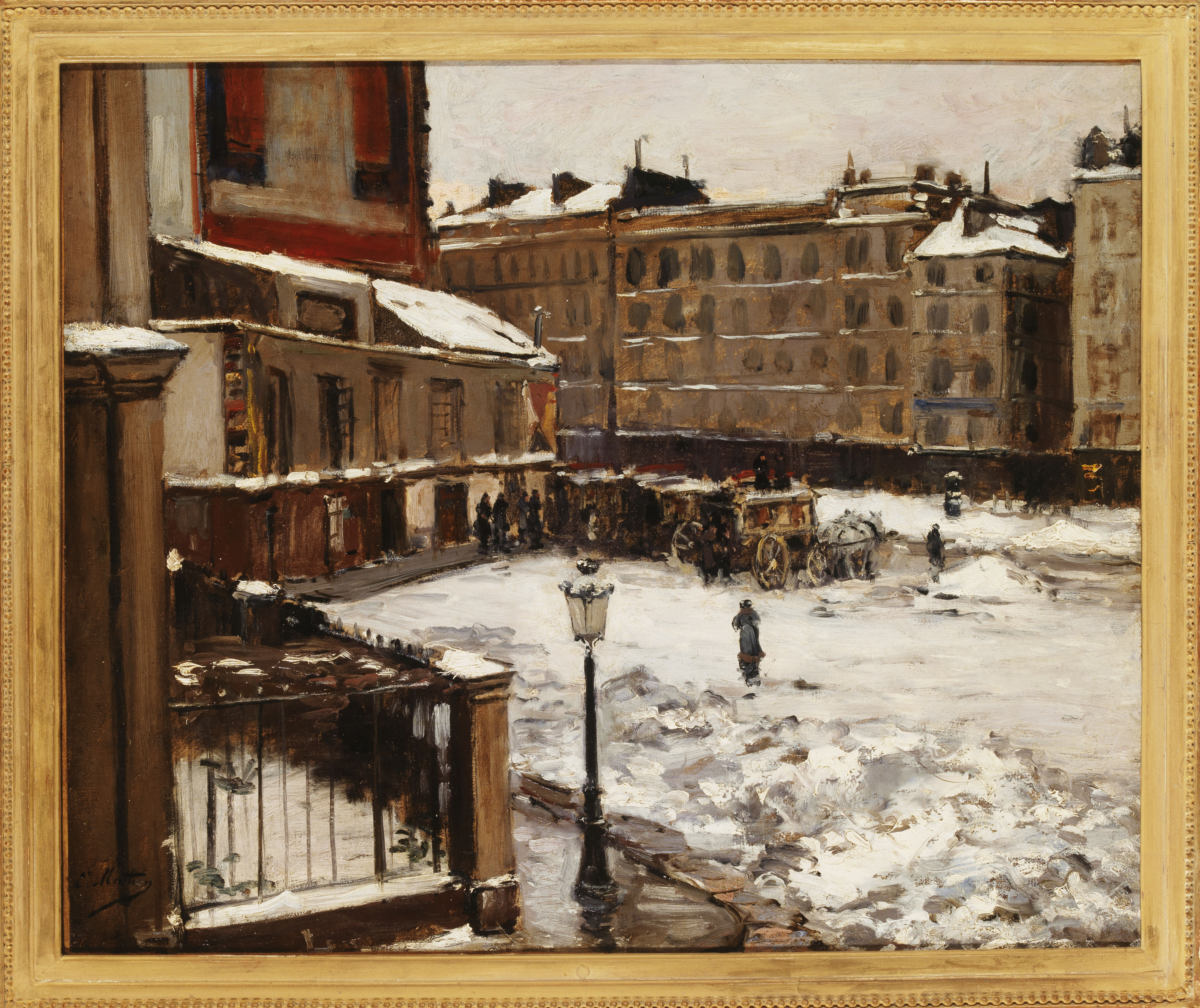
La Place Pigalle sous la neige, Paris, musée Carnavalet.